# Hong Rengan
Hong Rengan (洪仁玕T, Hóng RéngānP; Huaxian, 18 febbraio 1822 – Nanchang, 23 novembre 1864) è stato un predicatore, rivoluzionario e leader della Rivolta dei Taiping cinese.
Fu il primo a convertirsi alla visione del cristianesimo della Società degli adoratori di Dio, fondata dal cugino Hong Xiuquan. Ebbe un buon successo anche come missionario protestante una volta convertitosi ad Hong Kong. Tentò di modernizzare il Celeste Regno della Gran Pace cercando di introdurre idee di governo e di religione occidentali grazie alla carica di Re Scudo che ricoprì dal 1859 alla morte.

## Biografia

### Primi anni
Hong Rengan nacque il 18 febbraio 1822 a Huaxian, oggi Huadu, nella provincia del Guandong, da una famiglia hakka di umili condizioni che possedeva una piccola scuola; era cugino di Hong Xiuquan e suo vicino di casa. Come il cugino, sostenne gli esami imperiali per diventare mandarino senza superarli e divenne un maestro nella scuola di famiglia.
Hong Rengan fu il primo a convertirsi alla nuova religione cristiana di Hong Xiuquan, insieme al vicino Feng Yunshan: i tre si battezzarono da soli, distrussero le tavole della scuola dedicate a Confucio e iniziarono a studiare insieme testi cristiani tradotti in cinese. Quando nel 1844 Hong Xiuquan e Feng partirono per diffondere la loro religione nel Guanxi, Hong Rengan avrebbe voluto seguirli, ma gli venne impedito dalla famiglia che lo costrinse a riparare le tavole dedicate a Confucio e a riprendere a insegnare. Nel 1847 Hong Rengan accompagnò il cugino a Guangzhou per studiare il cristianesimo sotto la guida del reverendo Issachar Jacox Roberts, per poi tornare al proprio villaggio dopo breve periodo.

### Vita con Theodore Hamberg a Hong Kong
Quando nel 1851 Hong Xiuquan dette il via alla rivolta dei Taiping, proclamando il Celeste Regno della Gran Pace e conquistando la città di Jintian nel Guangxi, Hong Rengan, separato dagli altri ribelli, fu costretto a fuggire poiché ricercato dalle autorità Qing. A fine primavera del 1852, Hong Rengan incontrò il reverendo luterano svedese Theodore Hamberg al quale raccontò la sua storia, mettendola anche per iscritto; subito dopo se ne andò nel tentativo di ricongiungersi ai ribelli. Nell'autunno del 1853, Hamberg incontrò nuovamente Hong nei pressi di Guangzhou; i due divennero amici e nel settembre del 1853 Hamberg battezzò ufficialmente Hong e lo condusse con sé a Hong Kong.
Hamberg insegnò la dottrina luterana a Hong, istruendolo perché diventasse assistente dei missionari e preparandolo a portare il luteranesimo ai Taiping, che in quello stesso anno avevano catturato Nanchino, rinominandola Tianjing, e rendendola la loro capitale. Hamberg utilizzò la conoscenza di Hong Rengan del cugino Hong Xiuquan per scrivere e pubblicare un libro sulla rivolta dei Taiping e così procurarsi i fondi per finanziare il viaggio di Hong a Tianjing. Così nel maggio del 1854 Hong Rengan partì da Hong Kong per raggiungere Shanghai; da lì avrebbe poi dovuto risalire il Fiume Azzurro, raggiungere Tianjing e unirsi alla corte del cugino Hong Xiuquan. Tuttavia a Shanghai non trovò gli appoggi necessari per dirigersi verso la capitale Taiping e fu costretto a tornare a Hong Kong a bordo di un piroscafo nel 1855. Nel frattempo però Hamberg era morto e Hong dovette trovare nuovi protettori.

### Vita con James Legge a Hong Kong

Viaggi compiuti da Hong Rengan tra il 1854 e il 1859

A Hong Kong, Hong fu assunto a lungo termine dalla Società missionaria di Londra come catechista e assistente per la predicazione, in quanto era ben visto dagli occidentali, perché era battezzato ed era stato amico di Hamberg. In questo ambiente fece la conoscenza del missionario scozzese James Legge, diventandone ben presto il suo più stretto collaboratore, dato che Legge aveva in progetto di fare una traduzione integrale in inglese del canone confuciano (i Cinque Classici e i Quattro Libri) che Hong aveva studiato nella scuola di famiglia. I due divennero presto amici, lavorando insieme alla traduzione e predicando in coppia: in particolare Hong nelle sue prediche rispecchiava la dottrina di Legge e non quella di Hong Xiuquan. Hong iniziò anche a insegnare storia e letteratura cinesi nelle scuole missionarie di Hong Kong e a collaborare con il Chinese Serial, il primo giornale in cinese redatto a Hong Kong. Durante questo periodo Hong acquisì molte conoscenze sull'occidente, in particolare in ambito politico, economico e scientifico.

### Il viaggio verso Tianjing
Legge desiderava che Hong Rengan dimenticasse i suoi legami con la ribellione Taiping e che si dedicasse solo all'attività missionaria a Hong Kong, nella quale aveva discreto successo. Tuttavia, senza che Legge ne fosse a conoscenza, molti altri missionari occidentali speravano, come aveva fatto Hamberg in passato, di utilizzare Hong Rengan come testa di ponte per portare il cristianesimo ortodosso fra i ribelli Taiping. Alla fine della primavera del 1858, approfittando della momentanea assenza di Legge, Hong Rengan partì via terra da solo e in incognito alla volta di Tianjing, grazie ai finanziamenti ricevuti dagli altri missionari. Prima tappa del viaggio di Hong fu Guangzhou, dove non incontrò problemi poiché occupata dalle truppe britanniche e francesi; proseguì poi verso nord seguendo le vie fluviali. Raggiunse poi il passo Meiling, sorvegliato dalle truppe Qing, riuscendo comunque a passare e a seguire il fiume Gan verso Jingdezhen; tuttavia a causa di uno scontro fra Qing e Taiping fu costretto a procedere verso ovest e poi verso nord. Raggiunto il Fiume Azzurro si fece coinvolgere in un affare di contrabbando e si fermò per diversi mesi a Huangmei aspettando il ritorno del suo complice che non si presentò più all'appuntamento; notizie dell'avanzata dei Qing verso Tianjing fecero ricominciare il viaggio a Hong, che però venne catturato dalle truppe Qing. Dopo alcuni giorni di prigionia riuscì a scappare e a riparare a Longping, da dove poi raggiunse Tianjing nel 1859.

### Hong Rengan Re Scudo
Quando Hong Rengan giunse a Tianjing nel 1859 trovò la città in pessime condizioni: Hong Xiuquan si era ritirato all'interno del suo palazzo e aveva consegnato il governo in mano ai suoi incapaci fratelli maggiori, le leggi che aveva introdotto non venivano più rispettate ed era ripreso il consumo di oppio. I due cugini si reincontrarono e, appena due settimane dopo l'arrivo di Hong Rengan, Hong Xiuquan lo nominò Re Scudo e gli concesse enormi poteri, pari a quelli di un primo ministro.
Il programma di Hong Rengan prevedeva innanzitutto una modifica nelle liturgie degli adoratori di Dio, rendendole più simili a quelle luterane, e una maggiore attenzione per il Nuovo Testamento, dando l'idea di un Dio più misericordioso e meno iracondo. Inoltre Hong prevedeva di mettere a frutto le sue conoscenze sull'occidente per modernizzare il Celeste Regno della Gran Pace, sia dal punto di vista sociale sia economico: voleva infatti riscrivere le leggi dei Taiping sul modello di quelle della Gran Bretagna e introdurre elementi democratici e di rappresentanza simili al sistema statunitense. Hong avrebbe voluto inoltre far costruire ferrovie, linee telegrafiche, banche e ospedali. Dal punto di vista militare, introdusse nuove tattiche ispirate a quelle degli eserciti occidentali e confidava di ottenere l'appoggio degli europei, promettendo loro il libero commercio con la Cina e convertendo i Taiping a una forma più ortodossa di Cristianesimo.

### Gli ultimi anni
Hong Rengan non riuscì ad attuare il suo programma poiché trovò resistenza in ogni ambito. Dal punto di vista religioso non riuscì ad apportare riforme in quanto il cugino Hong Xiuquan sentì la propria autorità minacciata e gli tolse via via sempre più potere. In ambito sociale ed economico dovette confrontarsi con la gelosia degli altri generali e leader Taiping, che spesso rifiutavano di cooperare. Anche la sua strategia militare fallì in quanto gli occidentali si schierarono dalla parte dei Qing dopo la vittoria riportata nella seconda guerra dell'oppio e dopo che i Taiping avevano minacciato i loro interessi attaccando Shanghai.
Nel 1864 la capitale Tianjing capitolò, Hong Xiuquan era misteriosamente morto e il figlio Hong Tianguifu gli era succeduto al trono ed era fuggito dalla città. Hong Rengan pensò quindi di utilizzare Hong Tianguifu come mezzo per promulgare editti e per organizarre una resistenza all'avanzata Qing. Si incontrò con lui a Dongbazhen, nello Jangsu, nel luglio 1864; i due si unirono alle truppe sopravvissute nella città di Huzhou, nello Zhejiang, il 13 agosto 1864, ma furono assaltati dalle truppe Qing; iniziò una lunga fuga che si concluse con la cattura di Hong Rengan a Shincheng nello Jiangxi il 9 ottobre 1864. Catturato poi anche Hong Tiaguifu, furono portati entrambi nella città di Nanchang, dove Hong Tiangufu fu giustiziato il 18 novembre 1864 e Hong Rengan il 23 novembre.